# Alfred Stromberg
Alfred Stromberg, född 9 mars 1861 i Varnhems socken, död 8 mars 1913 i Chicago, var en svensk uppfinnare och industriman.
Alfred Stromberg var son till snickaren Anders Gustaf Strömberg. Efter att ha arbetat i faderns snickeri kom han i slutet av 1870-talet till Stockholm, där han var anställd i telegrafkommissarie A. H. Bratts verkstad för elektriska telegraf- och ringledningar samt hos Bells telefon AB, Stockholm. han emigrerade 1882 till USA och anställdes i Bellbolaget i Pennsylvania. 1885 övergick Stromberg till Chicago (Bell) Telephone Company, där han stannade i fem år, under vilken tid han utarbetade ett flertal förbättringar på bolagets telefonapparater. Från 1890 arbetade han för Chicago Electric Protective Company, som framställde inbrottslarm enligt "Strömberg System", på vilket område Stromberg gjorde ett flertal uppfinningar. Han återvände 1894 till telefonfabrikationen och anställdes vid Western Telephone Construction Company. 1896 grundade han tillsammans med en annan svensk, Androv Carlson, STromberg-Carlson Telephone Manufacturing Company, Chicago, för vilket Stromberg blev direktör. Bolaget blev framgångsrikt och bars i hög grad upp av de båda innehavarnas egna uppfinningar och förbättringar. Bolaget såldes 1902 med stor förtjänst. 1907 grundade Stromberg Strömberg Electric Company i Chicago och medverkade vid tillkomsten av Strömberg Motor Devices Company, som bland annat framställde den av svensken John S. Gullberg uppfunna 
bilkarburatorn. Den gick under namnet Strömberg Carburator, även om inte Stromberg hade konstruerat den. Bland hans övriga uppfinningar märks en banbrytande konstruktion av tidkontrollapparater för eldrift.